# Steganografie
Steganografie (řečtina. steganós-schovaný, gráphein-psát) je vědní disciplína (podobor kryptografie) zabývající se utajením komunikace prostřednictvím ukrytí zprávy. Zpráva je ukryta tak, aby si pozorovatel neuvědomil, že komunikace vůbec probíhá. Síla této komunikace stojí a padá na jejím utajení (jedná se o takzvanou bezpečnost skrze utajení – security through obscurity), a proto zachycení skryté zprávy tak prakticky znamená její prolomení. Aby ani v tom případě nedošlo k prozrazení obsahu zprávy, zpravidla se kombinuje s dalšími metodami šifrování.

## Příklady z historie
Metody používané v minulosti:
Steganografie používané v historii rozdělujeme na skupiny:
1. Lingvistické steganografie (předem domluvené znaky, či slova textu)
2. Technické steganografie (nejrůznější technologické procesy, fyzické ukrytí zprávy)

### Neviditelné inkousty
Velmi oblíbená forma neviditelného písma používaná ještě ve druhé světové válce. Mezi řádky nevinného dopisu se mohla ukrývat úplně jiná zpráva. Běžné zdroje byly ocet, mléko či různé ovocné šťávy, které po zaschnutí nejdou na papíře vidět, ovšem při zahřátí ztmavnou a zpráva je na světě. Později už běžné zdroje bylo příliš jednoduché odhalit, a proto se začaly používat „inkousty“, které reagovaly jen na určité chemikálie. To ovšem ztratilo účinnost po vynalezení „univerzálních vývojek“, které byly založeny na rozpoznávání navlhčených míst podle změn povrchu vláken papíru. Dnes se tato metoda používá například u výroby bankovek, kde v papíru jsou viditelná vlákna pouze v určitém druhu světla.
V antickém Řecku se používaly k přenosu zpráv dřevěné destičky zalité voskem, do kterého bylo vyryto písmo. Jeden z prvních zaznamenaných případů steganografie popisuje vyrytí zprávy přímo do dřevěné destičky, která byla následně zalita voskem a na první pohled vypadala jako nepopsaná.
Johannes Trithemius (1. únor 1462 v Trittenheimu – 13. prosinec 1516 ve Würzburgu), klášterní opat a mnohostranný učenec byl známý také jako teoretik kryptografie, steganografie. Vydal tři svazky díla Steganographia (napsána roku 1499 a vydána ve Frankfurtu roku 1606, na Index Librorum Prohibitorum umístěna roku 1609).
Ital Giovanni Porta zaznamenal v 16. století celou řadu steganografických postupů. Kromě řady způsobů výroby neviditelného inkoustu vymyslel i techniku psaní na bílek natvrdo uvařeného vejce bez nutnosti rozbít skořápku, a to pomocí tinktury ledku a octa.
Jindy byla zpráva vytetována na oholenou hlavu otroka a následně se nechala zarůst vlasy. Přečíst ji bylo možné až po dalším oholení.
Za 2. světové války se používala například technika mikroteček. Požadovaný text se zmenšil, vytiskl a vlepil většinou na prostor interpunkčních znamének jiného textu psaného normální velikostí. Pro přečtení informace se použil mikroskop.
Často se používaly také otevřené kódy. Jedná se zdánlivě o obyčejný text, kde přečtením předem stanovených písmen získá příjemce utajovanou informaci. Například zachycená zpráva německého špeha zněla: „Apparently neutrals' protest is thoroughly discounted and ignored. Isman hard hit. Blockade issue affects pretext for embargo on by-products, ejecting suets and vegetable oils.“ Po přečtení druhého písmena každého slova se objeví tajná zpráva: „Pershing sails from NY June 1.“

## Digitální steganografie

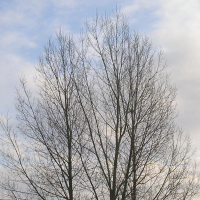
Příklad steganografie – zdrojový obrázek, do něhož byl vložen obrázek kočky

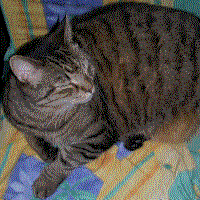
Příklad steganografie – vložený obrázek

V informačním věku se steganografie stále uplatňuje, ale změnila podobu v souvislosti s rozmachem informačních technologií. Tajná zpráva může být zakódována na místo nepodstatného šumu v souborech se zvuky, obrázky, videem a podobně. Aby byla zpráva hůře odhalitelná, neměly by se jejím ukrytím měnit statistické vlastnosti původních dat.
Častou aplikací steganografie při kódování informací do obrázků může být i chránění děl podle autorského práva. Některé počítačové tiskárny a kopírky jsou schopny zaznamenat (do kódu tvořeného tečkami žlutým inkoustem) své sériové číslo zařízení a datum a čas tisku. (Je-li sériové číslo zařízení navíc spojeno s kupujícím, resp. majitelem, může sloužit k identifikaci zodpovědných osob.) Teoreticky je možné tento způsob použit i na přístroje s kamerou, přičemž o tom uživatelé nemusejí vědět.
Konvenční metodou konkrétně u obrázku s 24bitovým barevným prostorem RGB (8 bitů na jednu ze tří základních barevných složek) je odstranit z každého barevného kanálu každého pixelu zdrojového obrázku dva nejméně podstatné bity a ty použít do obrázku vloženého. Cílový obrázek bude nižší kvality (bude pouze 64barevný se 4 úrovněmi intenzity na každou primární barevnou složku); počet barev zdrojového obrázku se sníží z 16,67 milionu na 262 144. Lidské oko umí rozeznat (podle různých odhadů) něco mezi 100 a 200 tisíci barevných odstínů, takže ztrátu informace z původního obrázku nebude schopno zaregistrovat.
Nejvhodnější jsou nekomprimované soubory, a to zejména kvůli jejich velikosti, kdy do nich lze umístit větší objem dat anebo je lépe uschovat. Ideální jsou obrázky obsahující mnoho detailů. Na bílém pozadí se bude informace velmi těžko schovávat. Skrývaný soubor nesmí mít větší velikost, než původní nosné médium. Problém nastává při případné kompresi či změně formátu, kdy dochází vlivem kompresního algoritmu k poškození a zničení zprávy.

### Možnosti aplikace
Oblasti, kde lze steganografii využít, jsou z podstaty věci často nezákonné. Steganografii jako takovou nelze odsoudit za nástroj teroristů, jelikož celá oblast skrývání informací může být naopak velmi užitečná. Mnohé státy světa, včetně západních, se uchylují k ilegalizaci šifrování (či povinnosti dešifrování). Pokud si člověk chce uchovat soukromí, jedinou cestou je právě steganografie.
Hlavní aplikační oblasti skrývání informací:
- Komunikace pro zpravodajské či armádní služby.
- U zločinců, kteří si také cení nenápadné komunikace a dávají přednost například předplaceným mobilním telefonům, které jsou upraveny tak, aby mohly měnit svou identitu, přesměrováním hovorů přes hacknuté telefonní ústředny velkých společností.
- Dále pro posílení aplikace práva a proti výzvědné služby, aby mohly detekovat a sledovat skrytou komunikaci.
- Elektronické volby využívají metody steganografii pro zabezpečení hlasů.[7]
- Různé marketingové akce, při kterých jsou rozesílány nežádoucí zprávy (spam), používají techniky k falšování elektronické pošty.
- Průmyslová špionáž (obchodní data apod.).
- Soukromá, například vztahová, komunikace.

#### Digitální steganografie a autorské právo
Digitální steganografii lze výborně využít při ochraně autorských práv. Do obrázku se vloží informace o copyrightu, které potom mohou sloužit k usvědčení „krádeže“ onoho obrázku, například pokud jej bez svolení autora uživatel umístí na své stránky apod. Tato metoda je jakýmsi digitálním vodoznakem, nejedná se ani tak o tajnou zprávu, spíše o podpis majitele autorských práv. Její výhodou je, že vizuálně neznehodnotí daný obrázek. Informace musí být především nesmazatelná, což se řeší pozměněním více významných bitů. Vlastníky takovéto informace eviduje centrální autorita.
Další možností ochrany copyrightu je značkování. Jedná se o metodu identifikace vlastníka včetně identifikace každého kusu, například před vydáním samotného hudebního alba se pracuje se studiovými verzemi písní. Každá osoba zainteresovaná do procesu tvorby nahrávky dostane svou označkovanou verzi. V případě úniku takových studiových nahrávek se dá snadno vystopovat vynašeč.

#### Moderní steganografie
Kombinace steganografie s kódy, kdy díky veřejným sdělovacím prostředkům (rádio, rozhlas), dennímu tisku (inzeráty či cenzurované korespondence) mohou obě strany komunikovat za pomoci zpráv zdánlivě nevinného významu.
Zprávu lze přibalit i do textových, či datových souborů, ale nejlépe v grafických (bitmap) nebo zvukových formátech, které jsou nosiči určitého „šumu“, aniž by byly znehodnoceny. I tempo hudby může ukrývat informaci.
Využití steganografie má i své stinné stránky. Na veřejnost pronikla zpráva, že steganografie využívali teroristé, přičemž tajné zprávy ukrývali do obrázků na webech, jako jsou Amazon nebo eBay. Následný rozsáhlý průzkum téměř dvou milionů obrázků z eBay nenašel, ani neprokázal jedinou tajnou zprávu.[zdroj?] Metodu využívají šiřitelé dětské pornografie.[zdroj?]